# Courance (affluent de la Drôme)
Pour les articles homonymes, voir Courance.
 (mars 2021).
La Courance est une rivière française qui coule dans le département de la  Drôme. C'est un affluent de la Roanne, et sous affluents de la Drôme et du Rhône.

## Géographie
La Courance prend sa source à l'ouest de la commune de La Chaudière, et se jette dans la Roanne, à Pradelle. Long de près de 9,3 km, l'intégralité de son cours se situe dans le département de la Drôme.

## Affluents
Son seul affluent est le ruisseau des Vignes (Fiche SANDRE no V4251040).

## Communes traversées
La Courance traverse les communes suivantes, toutes situées dans le département de la Drôme :
- La Chaudière ;
- Pradelle ;
- Rochefourchat.